# OpenSound Control
OpenSoundControl (OSC) är ett kommunikationsprotokoll som används mellan datorer, synthesizrar och andra multimediamaskiner och är optimerat för modern datornätverksteknik. Med protokollet kan man dela musikdata i realtid över ett nätverk. Till protkollets fördelar hör interoperabilitet, noggrannhet, flexibilitet och dokumentation.